# 大眼甲鉤鯰
大眼甲鉤鯰，為輻鰭魚綱鯰形目甲鯰科的其中一種，為熱帶淡水魚，分布於南美洲秘魯北部Marañon河流域，體長可達12公分，棲息在底層水域，生活習性不明。